# Nancy Drew (film)
Cet article concerne l'adaptation cinématographique de 2007. Pour la série de romans et le personnage, voir Alice Roy.
Pour plus de détails, voir Fiche technique et Distribution.
Nancy Drew est un film américain réalisé par Andrew Fleming et sorti en 2007.
C'est une adaptation de la série littéraire Alice Roy du collectif Caroline Quine. Il s'agit de la cinquième adaptation cinématographique de la série après quatre films entre 1938 et 1939 et est considéré comme un reboot de la série au cinéma. Il met en scène une histoire inédite, n'adaptant aucun roman de la série littéraire.
Lors de sa sortie, le film divise la critique américaine et réalise une performance moyenne au box-office, réussissant à rembourser son budget mais engendrant très peu de bénéfices supplémentaires.

## Synopsis
Nancy Drew est une jeune détective amateur qui adore élucider toutes sortes d'affaires et aide activement la police de sa commune, River Heights, et cela malgré les craintes de son père.
Un jour, son père lui annonce qu'ils doivent déménager temporairement à Los Angeles en raison d'un voyage d'affaire. Il fait promettre à la jeune fille de vivre comme une adolescente normale et de ne pas résoudre de mystère le long de leur voyage. Mais le mystère semble rattraper Nancy.
En effet, la famille emménage dans un vieux manoir qui abrite l'un des plus grands mystères d'Hollywood : la mort de l'actrice Delhia Draycott, l'ancienne propriétaire du manoir.
Avec l'aide de son nouvel ami Corky et de Ned, son petit ami venu de River Heights, Nancy va tout faire pour découvrir comment Delhia est morte, même si cela peut mettre sa vie en danger.

## Fiche technique
- Titre original : Nancy Drew
- Réalisation : Andrew Fleming
- Scénario : Andrew Fleming et Tiffany Paulsen d'après la série de romans Alice Roy du collectif Caroline Quine
- Direction artistique : Todd Cherniawsky
- Montage : Jeff Freeman
- Photographie : Alexander Gruszynski
- Musique : Ralph Sall
- Décors : Tony Fanning
- Costumes : Jeffrey Kurland
- Producteurs : Jerry Weintraub et Cherylanne Martin
- Producteurs exécutifs : Susan Ekins, Mark Vahradian et Benjamin Waisbren
- Sociétés de production : Virtual Studios, Jerry Weintraub Productions et Warner Bros. Pictures
- Sociétés de distribution : Warner Bros.
- Budget : 20 millions de dollars[2]
- Pays de production : États-Unis
- Langue : anglais
- Format : Couleurs - 2.35:1 - Dolby Digital
- Genre : Comédie policière
- Durée : 96 minutes
- Date de sortie : 
  - États-Unis / Canada / Québec : 15 juin 2007
  - France : 11 juin 2008 (directement en DVD)

## Distribution
- Emma Roberts (VF : Marie Facundo ; VQ : Kim Jalabert) : Nancy Drew
- Josh Flitter (en) (VF : Antoine Buchez ; VQ : Gabriel Favreau) : Corky Veinshtein
- Max Thieriot (VF : Janieck Blanc ; VQ : Nicolas Bacon) : Ned Nickerson
- Tate Donovan (VF : Constantin Pappas ; VQ : François Sasseville) : Carson Drew
- Rachael Leigh Cook (VF : Agathe Schumacher ; VQ : Nadia Paradis) : Jane Brighton
- Marshall Bell (VF : Michel Derville ; VQ : Jean-Marie Moncelet) : John Leshing
- Laura Harring (VF : Laurence Breheret ; VQ : Marika Lhoumeau) : Dehlia Draycott
- Barry Bostwick (VF : Frédéric Cerdal ; VQ : Raymond Bouchard) : Dashiel Zachary Biedermeyer
- Daniella Monet (VF : Camille Ravel) : Inga Veinshtein
- Kelly Vitz (es) : Trish
- Caroline Aaron (VF : Michèle Bardollet) : Barbara Barbara
- Adam Clark : Sergent Billings
- Amy Bruckner (VF : Margaux Laplace ; VQ : Romy Kraushaar-Hébert) : Bess Marvin
- Kay Panabaker (VQ : Sarah-Jeanne Labrosse) : George Fayne
- Cliff Bemis (VQ : Louis-Georges Girard) : Chef McGinnis
- Monica Parker : Hannah Gruen

Caméo
- Bruce Willis (VF : Patrick Poivey) : lui-même
- Adam Goldberg : Andy, le réalisateur
- Chris Kattan : le cambrioleur
- Lindsay Sloane : la vendeuse
- Eddie Jemison : le greffier
- Source et légende : Version française (VF) et version québécoise (VQ) via le carton de doublage.

## Production

### Développement
Lorsque Warner Bros. décide d'adapter pour la cinquième fois au cinéma la série de romans Alice Roy, le studio envisage d'engager l'actrice Amanda Bynes avant que leurs choix se porte sur Emma Roberts.

### Tournage
Le tournage s'est déroulé en 2006 dans plusieurs locations de Los Angeles dont South Pasadena, Long Beach ou encore Burbank.

### Bande-originale
Liste des titres
1. Come to California - Matthew Sweet
2. Perfect Misfit - Liz Phair
3. Kids in America - The Donnas
4. Pretty Much Amazing - Joanna
5. Looking for Clues - Katie Melua
6. Hey Nancy Drew - Price
7. Like a Star - Corinne Bailey Rae
8. Nice Day - Persephone's Bees
9. Blue Monday - Flunk
10. We Came to Party - J-Kwon
11. All I Need - Cupid
12. Party Tonight - Bizarre

Deux autres chansons sont présentes dans le film mais ne figurent pas dans la bande-originale : When Did Your Heart Go Missing? du groupe Rooney et Dare du groupe Gorillaz avec Shaun Ryder.

## Accueil

### Critiques
Le film a reçu des critiques mitigées sur le site agrégateur de critiques Rotten Tomatoes, recueillant 49 % de critiques positives, avec une note moyenne de 5,5/10 sur la base de 136 critiques collectées.
Le consensus critique établi par le site résume qu'Emma Roberts est charmante en Nancy Drew mais que malgré son interprétation, le film manque de surprises et de personnages secondaires convaincants.
Sur Metacritic, le film reçoit également des critiques mitigées. Il obtient une note de 53/100 basée sur 31 critiques collectées.

### Box-office
| Pays ou région    | Box-office   | Date d'arrêt du box-office | Nombre de semaines |
| ----------------- | ------------ | -------------------------- | ------------------ |
| États-Unis Canada | 25 612 520 $ | 30 août 2007               | 11                 |
| Mondial           | 30 666 930 $ | 16 décembre 2007           | 25                 |

Le film n'est pas un grand succès au box-office, pourtant prévu pour être le premier d'une nouvelle franchise. Aux États-Unis et au Canada, le film récolte 25,6 millions de dollars, lui permettant donc de rembourser entièrement son budget mais engendrant très peu de bénéfices.
Ce manque de succès réduit son nombre de sorties cinéma internationales, beaucoup de pays, dont la France, le sortiront d'ailleurs uniquement en vidéo. Dans le reste du monde, le film ne récolte donc qu'un peu plus de 5 millions de dollars, pour un total global de 30,6 millions de dollars.

## Autour du film
- Dans la version française des romans, excepté dans les rares séries dérivées éditées plus tard, les personnages n'avaient pas les mêmes noms que dans la version originale. Dans le doublage français du film, les personnages conservent leurs identités d'origine. Alice Roy redevient donc Nancy Drew ; James Roy redevient Carson Drew ; Sarah Berny redevient Hannah Gruen ; Bess Taylor et Marion Webb redeviennent respectivement Bess Marvin et George Fayne. Seul Ned Nickerson conserve le même nom dans les deux versions des romans et conserve donc l’identité sous laquelle le public français le connait.
- Le premier plan du film est une bibliothèque remplie de livres. Ce sont tous des livres de la série dont est adapté le film.
- Lorsque Nancy regarde la filmographie de Dehlia Draycott sur internet, certains titres de films sont en fait des titres de romans d'Alice détective.
- Les dessins dans la scène d'introduction du film et dans le générique sont des clins d’œils aux couvertures des romans.
- Dans le film, Dehlia Draycott est morte noyée à l'âge de 43 ans dans de mystérieuses circonstances en 1981. Dans la réalité, l'actrice Natalie Wood est aussi morte noyée au même âge et la même année dans des circonstances aussi mystérieuses[8].
- Dans la première saison de la série télévisée Scream Queens, le personnage d'Emma Roberts, l'interprète de Nancy dans le film, est fan de Nancy Drew. En plus d'acheter à ses suivantes des chapeaux et des loupes qu'elle décrit comme similaires à ceux de la jeune détective, elle surnomme également Grace Gardner, un personnage obsédé par l'affaire en cours, de cette façon[9].

## Distinctions
Sauf indication contraire, les informations mentionnées dans cette section peuvent être confirmées par la base de données cinématographiques IMDb,  présente dans la section « Liens externes ».

### Nominations
- Kids' Choice Awards Australia 2007 :
  - Star de cinéma préférée pour Emma Roberts
- Teen Choice Awards 2007 : 
  - Actrice de cinéma préférée dans une comédie pour Emma Roberts
  - Révélation féminine préférée au cinéma pour Emma Roberts
- Young Artist Awards 2007 :
  - Meilleur film familial dramatique ou de comédie
  - Meilleure jeune actrice au cinéma pour Emma Roberts
  - Meilleur ensemble jeunes au cinéma pour Emma Roberts, Josh Flitter, Amy Bruckner et Kay Panabaker